# Saint-Avit-Sénieur
 Saint-Avit-Sénieur  (en occitano Sench Avit Senhor) es una población y comuna francesa, situada en la región de Aquitania, departamento de Dordoña, en el distrito de Bergerac y cantón de Beaumont-du-Périgord.
La iglesia de Saint-Avit-Sénieur se encuentra incluida como parte del lugar Patrimonio de la Humanidad llamado «Caminos de Santiago de Compostela en Francia» (Código 868-002).

## Demografía
| 1 121                     | 1 032 | 1 122 | 1 197 | 1 374 | 1 203 | 1 450 | 1 475 | 1 480 | 1 456 | 1 345 | 1 272 | 1 225 | 1 212 | 1 134 | 1 081 | 1 009 | 951 | 870 | 853 | 721 | 706 | 645 | 634 | 586 | 518 | 506 | 464 | 394 | 385 | 365 | 403 | 440 |
| (Fuente: INSEE y Cassini) |       |       |       |       |       |       |       |       |       |       |       |       |       |       |       |       |     |     |     |     |     |     |     |     |     |     |     |     |     |     |     |     |